# Gespinst- und Knospenmotten

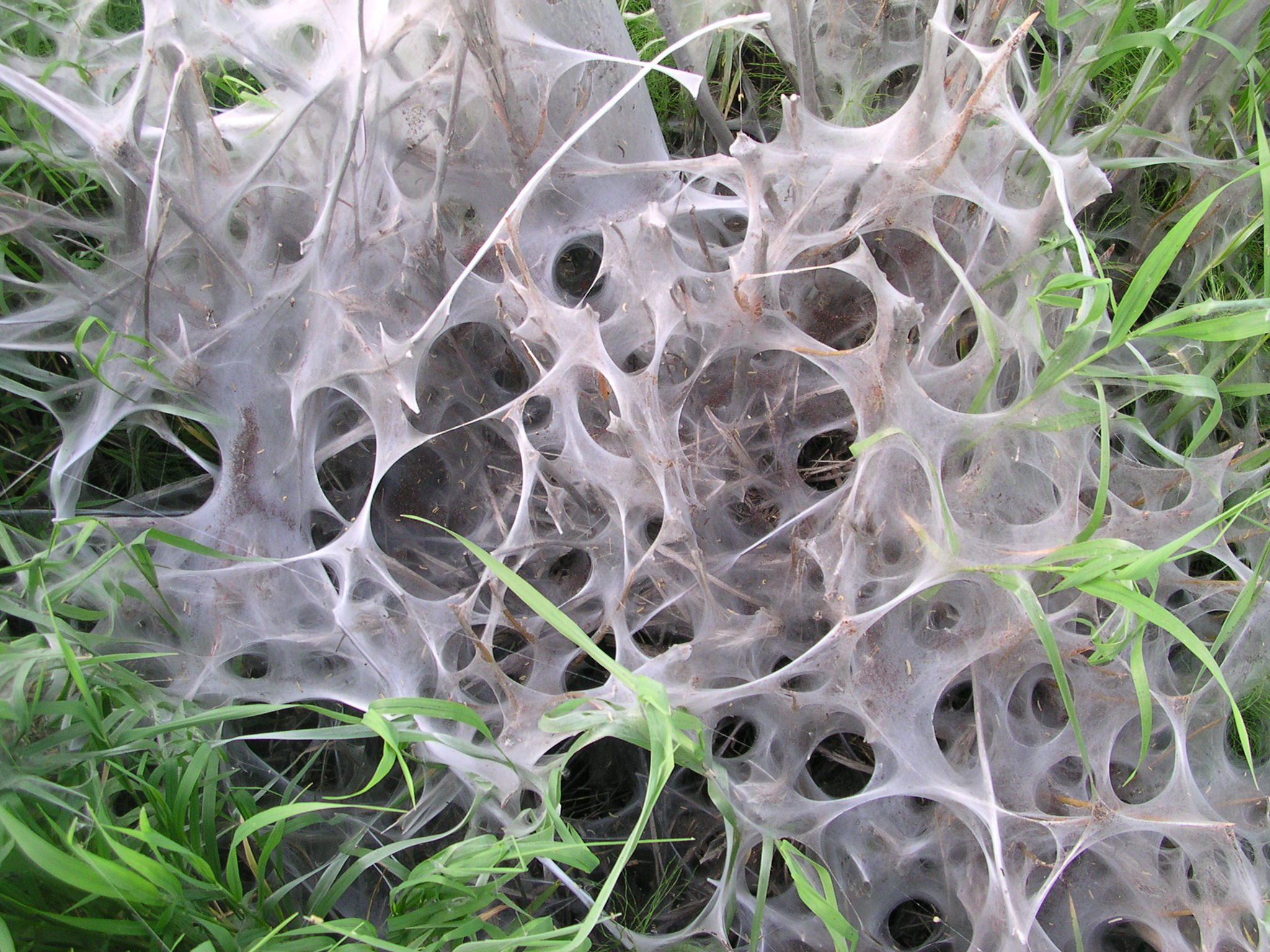
Gespinst in der Bodenvegetation

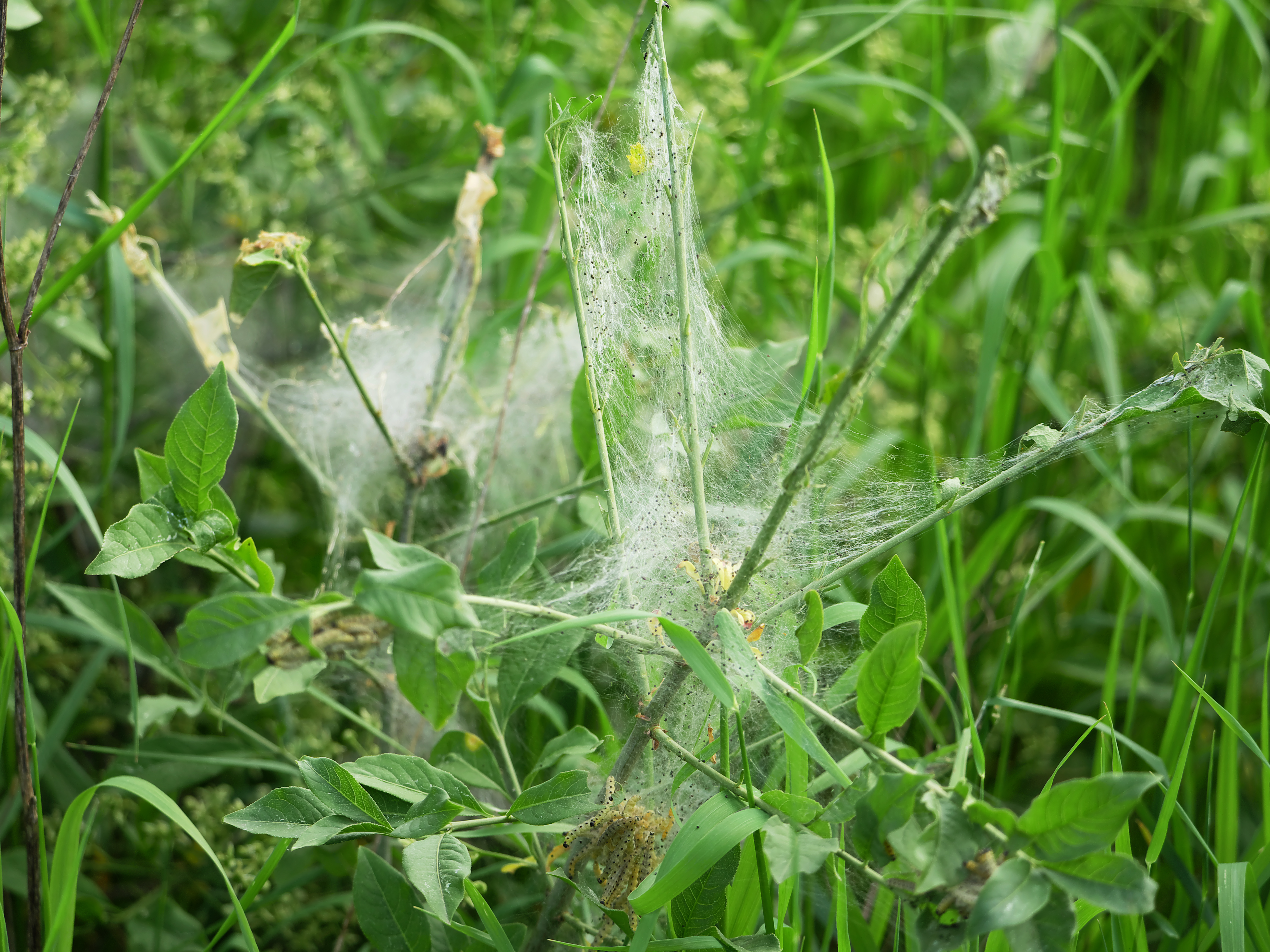
Raupen im unteren Teil eines Gespinstes im Landschaftsschutzgebiet Diedersdorfer Heide und Großbeerener Graben

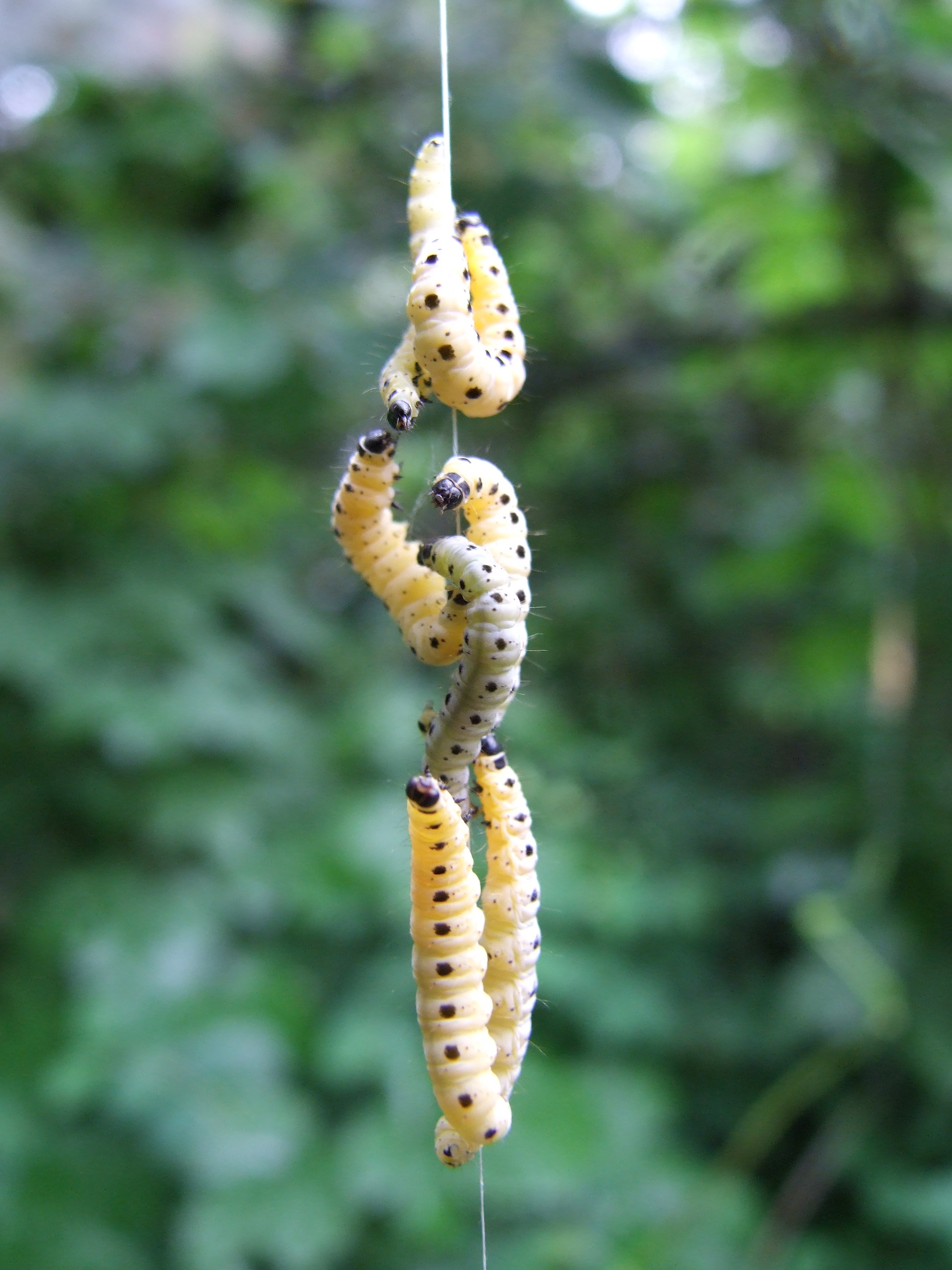
Sich abseilende Raupen der Gespinstmotte

Die Gespinst- und Knospenmotten (Yponomeutidae) sind eine Familie der Schmetterlinge. Weltweit gibt es etwa 900 Arten. Davon sind aus Europa 116 Arten bekannt, 74 kommen auch in Mitteleuropa vor. Hauptverbreitungsgebiet sind die Tropen.

## Beschreibung
Ihre Vorderflügel sind häufig weißlich mit dunklen Punkten, ihre Hinterflügel grau; geschlossen bilden diese eine steile Dachform. Die Falter haben eine Flügelspannweite von bis zu 25 Millimetern. Nach der Eiablage erfolgen 4–5 Larvenstadien mit unterschiedlicher Färbung.
Die Raupen mancher Gespinstmottenarten minieren in Blättern und Nadeln. Andere ernähren sich auch von Knospen oder entfaltetem Laub, auch von Blüten. Namengebend sind die Gespinste, in denen sie sich, je nach Art einzeln oder in Gruppen, verpuppen. Insgesamt kann man die Raupen der Gespinst- und Knospenmotten auf etwa 50 Pflanzenfamilien finden, sie ernähren sich hauptsächlich von Süßgräsern (Poaceae) oder Laubgehölzen.
Gespinste können ganze Bäume und auch Bänke umfassen. Im 18. und 19. Jahrhundert wurden die Gespinste als Malgrund für Spinnwebenbilder verwendet.
Einige Arten wie die Apfelbaumgespinstmotte schädigen Obst- und Gartengehölze und werden deshalb bekämpft.
Bevorzugt bei trockener und heißer Witterung kommt es schon seit Jahrhunderten immer wieder zu Massenvermehrung und Kahlfraß der jeweiligen Raupenfutterpflanzen.

## Systematik (Auswahl)

### Scythropiinae
- Scythropia crataegella (Linnaeus, 1767)

### Yponomeutinae
- Cedestis gysseleniella (Zeller, 1839) an Wald- und Küstenkiefer
- Ocnerostoma friesei Svenson, 1966 an Waldkiefer
- Paraswammerdamia nebulella (Goeze, 1783) an Weißdorn und Vogelbeere
- Prays
  - Eschen-Zwieselmotte (Prays fraxinella) (Bjerkander, 1784) an Esche
  - Prays ruficeps (Heinemann, 1854) an Esche
- Swammerdamia compunctella (Herrich-Schäffer, 1855) an Weißdorn und Vogelbeere
- Swammerdamia pyrella (de Villers, 1789) an Apfel, Birne und Weißdorn
- Yponomeuta
  - Pfaffenhütchen-Gespinstmotte (Yponomeuta cagnagella (Hübner, 1813)) an Pfaffenhütchen
  - Traubenkirschen-Gespinstmotte (Yponomeuta evonymella (Linnaeus, 1758)) an Gewöhnlicher Traubenkirsche
  - Yponomeuta irrorella (Hübner, 1796)
  - Apfel-Gespinstmotte (Yponomeuta malinellus Zeller, 1838) an Apfel
  - Pflaumen-Gespinstmotte (Yponomeuta padella (Linnaeus, 1758)) an Schlehe, Weißdorn, Pflaume und Kirsche
  - Faulbaum-Gespinstmotte (Yponomeuta plumbella (Denis & Schiffermüller, 1775)) an Pfaffenhütchen, Faulbaum, und Schlehe
  - Yponomeuta rorrella (Hübner, 1796)
  - Sedum-Gespinstmotte (Yponomeuta sedella (Treitschke, 1833)) an Fetthenne
- Zelleria hepariella Stainton, 1849

### Argyresthiinae
- Argyresthia
  - Argyresthia albistria (Haworth, 1828)
  - Argyresthia goedartella (Linnaeus, 1758) an Birke und Erle
  - Kirschblütenmotte (Argyresthia pruniella (Clerck, 1759)) an Kirsche, Pfirsich u. a.
  - Argyresthia pygmaeella (Denis & Schiffermüller, 1775) an Weide
  - Argyresthia retinella Zeller, 1839 an Weide, Birke und Pappel
  - Argyresthia spinosella Stainton, 1849 an Schlehe
  - Wacholderminiermotte (Argyresthia trifasciata Staudinger, 1871) an Wacholder, Zypresse, Lebensbaum u. a.

## Eindämmung
Die Schadwirkung ist meist gering. Einige Schlupfwespen und Erzwespen sind natürliche Gegenspieler. Spezifische Pheromone können eingesetzt werden. Wird eine Pflanze jedes Jahr befallen, so kann man sie im April mit dem Bakterium Bacillus thuringiensis behandeln, welches einen Stoff produziert, der sich durch den Verdauungsprozess in Schmetterlingsraupen zu einem Gift umwandelt, woraufhin die Raupen sterben. Da das Gift nur für Schmetterlingsraupen tödlich ist, bleiben viele andere Insekten davon verschont.